# Tambinia rufoornata
Tambinia rufoornata är en insektsart som beskrevs av Stsl 1859. Tambinia rufoornata ingår i släktet Tambinia och familjen Tropiduchidae. Inga underarter finns listade i Catalogue of Life.